# Antoine Brea
Pour les articles homonymes, voir Brea.
Œuvres principales
- Méduses
- Roman dormant
- Récit d'un avocat
- L'instruction
- L'Enfer de Dante, mis en vulgaire parlure

Antoine Brea, né en 1975 à Boulogne-Billancourt, est un écrivain français.

## Biographie
Antoine Brea est né à Boulogne-Billancourt en 1975. Des études de droit l'ont conduit à la profession d'avocat, qu'il exerce à la ville sous une autre identité.
Il vient à l'écriture à la fin des années 1990, encouragé dans ses premières publications par Jacques Du Pasquier, pionnier de l'internet littéraire francophone avec son site éditeur « Hache ». 
En 2007, les éditions québécoises Le Quartanier publient Méduses, roman qui « suit le narrateur au long d'une lente descente aux abîmes affective et sexuelle, où s'entend en écho, dans une langue magnifique et bâtarde, le rire de l'ennemi qui l'accompagne ». Le livre, relativement expérimental, jouira d'un certain succès d'estime, et sera réédité en 2010 (format poche) et en 2014.
En 2009, Brea fait paraître un premier recueil de poèmes, Simon le mage, aux éditions Le Grand Os. Entre 2009 et 2014, plusieurs plaquettes de poésie composées généralement d'un titre unique sont par ailleurs éditées par Marie-Laure Dagoit pour le compte des éditions Derrière la salle de bains.
En 2010, Le Quartanier réédite deux novellas : Papillon et Fauv, publiées précédemment en feuilleton par Hache.
En 2013, les éditions Louise Bottu publient Petites vies d'écrivains du XXe siècle, « un recueil de dix « poèmes biographiques, mi-exacts mi-fantasmatiques », au ton joyeusement décalé ».
En 2014, son livre Roman dormant développe une étonnante prose poétique à partir de la figure mythique d'Ibn Sīrīn, un imam médiéval versé dans l'interprétation des rêves,. Des extraits du livre étaient parus antérieurement sous le titre "La science vraie des rêves" dans l'anthologie poétique Ré Pon Nou publiée en 2012 par les éditions Le Corridor bleu.
En 2016, son roman Récit d'un avocat reconstitue librement une intrigue judiciaire et carcérale liée au meurtre d'une jeune femme au milieu des années 1990, dans le Jura,. S'il "débute à la manière d’un rapport juridique, le roman glisse rapidement vers une enquête sous le signe de l’inquiétante étrangeté, pour ne pas dire de l’angoisse pure. Bien au-delà du fait divers, ce sont des questions politiques qui émergent : les zones de guerre au Proche-Orient, Daech, l’éternel conflit entre l’État turc et les rebelles du PKK, la migration des populations qui en découle." Dans le quotidien Le Monde, Frédéric Potet compare le livre, sous certains aspects, à L'étranger d'Albert Camus, comme aux meilleures novellas américaines par la densité de la narration courte. L'écrivain Jérôme Leroy évoque pour sa part un « roman noir entre Kafka et John le Carré ». Thriller judiciaire et d'anticipation courte (l'action se termine dans le courant de l'année 2017, alors que le livre paraît initialement en 2016), Récit d'un avocat a d'abord été publié au Québec par Le Quartanier, avant d'être réédité en mars 2017 par les Éditions du Seuil dans la nouvelle collection Cadre Noir, où il fait figure de premier titre français,,.
En 2020, Brea contribue avec d'autres figures contemporaines au projet La sauvagerie composé par le poète Pierre Vinclair, paru aux éditions José Corti.
En 2021, son roman L'instruction figure dans la première sélection du grand prix de littérature policière et dans la sélection finale du prix littéraire du barreau de Marseille. 
La même année, il propose une forme de travestissement burlesque de L'Enfer de Dante qui paraît aux éditions Le Quartanier.
Antoine Brea collabore de manière régulière à la revue La mer gelée, revue de littérature et de traduction publiée par les éditions Vanloo.

## Œuvres principales
- Méduses, roman, Hache, 2005 - rééd. Le Quartanier, 2007[21],[22].
- Simon le mage & autres poèmes, poésie (dessins de Diego de los Campos), Le Grand Os, 2009.
- Petites vies d'écrivains du XXe siècle, poésie, Louise Bottu, 2013.
- Roman dormant, poésie, Le Quartanier, 2014[23].
- Récit d'un avocat, novella, Le Quartanier, 2016 - rééd. Le Seuil (Cadre Noir), 2017[24],[25],[26].
- L'instruction, roman, Le Quartanier, 2021[27],[28],[29].
- L'enfer de Dante, mis en vulgaire parlure, poésie, Le Quartanier, 2021 [30],[31].